# Lena Stöcklin
Lena Stöcklin est une céiste allemande pratiquant le slalom.

## Palmarès

### Championnats du monde
- Médaille de bronze en 2011 à Bratislava en C1.

### Championnats d'Europe
- Médaille de bronze en 2011 à La Seu d'Urgell en C1.
- Médaille d'or en 2012 à Augsbourg en C1 par équipes.